# Маньякавалло
Маньякавалло (італ. Magnacavallo) — муніципалітет в Італії, у регіоні Ломбардія, провінція Мантуя.
Маньякавалло розташоване на відстані близько 370 км на північ від Рима, 165 км на схід від Мілана, 36 км на південний схід від Мантуї.
Населення — 1597 осіб (2014).
Покровитель — Santi Pietro e Paolo.

## Демографія
Населення за роками:

Станом на 1 січня 2023 року в муніципалітеті офіційно проживав 171 іноземець з 15 країн, серед них 29 громадян країн Євросоюзу та 3 громадяни України.

## Сусідні муніципалітети
- Боргофранко-суль-По
- Карбонара-ді-По
- Поджо-Руско
- Ревере
- Серміде
- Вілла-Пома